# 李仲林
李仲林（1913年—），原名战士恕，山东莱西市韶存庄村人，中华人民共和国政治人物。

## 生平
1932年，加入中国共产党，同年7月任中共莱阳县委委员兼共青团书记。1935年任共青团青岛市委书记，抗日战争期间，先后任八路军山东抗日游击第二支队政治部主任，中共鲁东南特委组织部部长、山东分局高级党校总支书记、山东分局组织部干部科副科长。第二次国共内战期间，担任中共日照中心县委书记、滨海区党委城工部副部长、滨北地委副书记兼军区副政委。1949年2月随军南下，到苏南区党委任苏南公学副校长。中华人民共和国成立后，任江苏省社教工作团团长等职。1980年春任江苏省水产局顾问。1984年退休。